# Haus Beeck (Geilenkirchen)

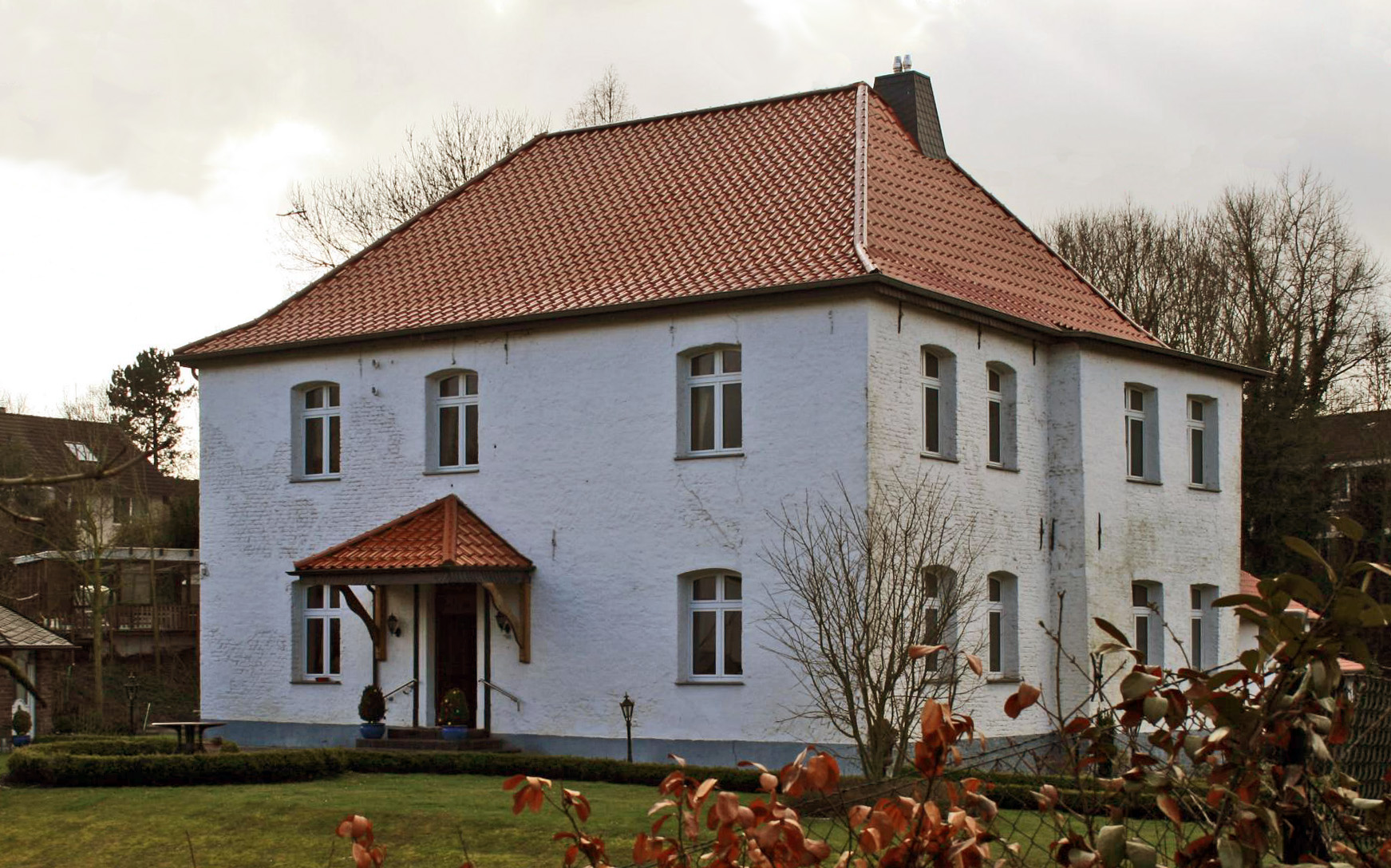
Haus Beeck, Ansicht von Nordosten

Haus Beeck ist ein Herrenhaus im Stadtteil Beeck der nordrhein-westfälischen Stadt Geilenkirchen. Es steht im Zentrum des Orts und geht auf eine mittelalterliche Befestigung der Herren von Randerath zurück. Das Gebäude steht seit dem 3. Mai 1983 als Baudenkmal unter Denkmalschutz.

## Geschichte
Seit 1166 gehörte Beeck den Herren von Randerode (von der Burg Randerath), von denen es 1392 an die Herzöge von Jülich gelangte. Das Haus Beeck, zu jener Zeit eine wasserumwehrte, befestigte Anlage,  blieb aber weiterhin in Besitz einer Randerather Nebenlinie. In der zweiten Hälfte des 14. Jahrhunderts war Hermann von Randerath Herr des Hauses. Dessen gleichnamiger Sohn versuchte, sich gegen Jülicher Ansprüche zu wehren, indem er seinen Besitz 1422 den Herren von Heinsberg zu Lehen auftrug.

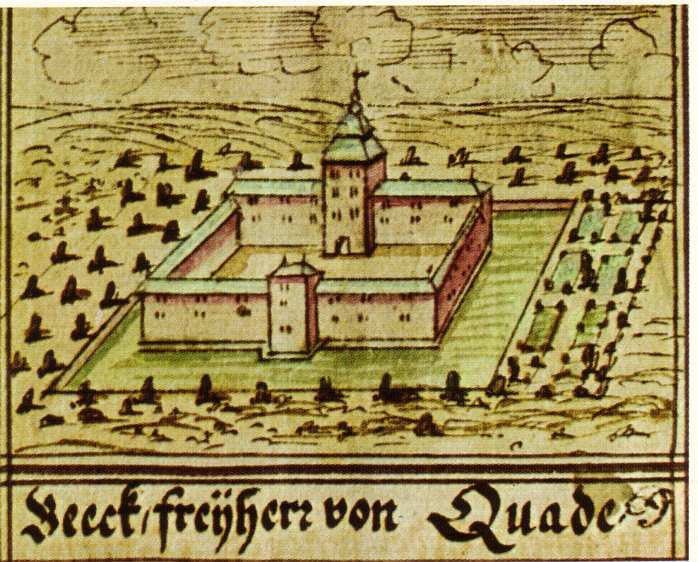
Ungenaue Ansicht des Hauses im Codex Welser, um 1720

Als Heiratsgut wechselte das Haus in den anschließenden 125 Jahren dreimal den Besitzer. 1444 kam es an die Familie von Hochsteden, von der es 1499 durch Heirat an die Familie von Adelebsen gelangte. Rund ein halbes Jahrhundert später wechselte die Anlage vor 1547 in den Besitz der Familie von Quadt zu Alsbach. Als diese 1647 ausstarb, verkauften ihre Erben aus der Familie Bruchhausen Haus Beeck an Adrian Peter von Hannet.
Um die Mitte des 18. Jahrhunderts gelangte die Anlage durch Heirat an die Herren von Holling, die 1784 einen Neubau errichten ließen. Dabei wurde ältere Bausubstanz aus dem 15./16. Jahrhundert einbezogen. Danach bestand die zweiteilige Anlage aus einem schlichten Herrenhaus mit Mansarddach und einem Wirtschaftshof, der aus zwei parallel zueinander stehenden Gebäudetrakten bestand und durch Schießscharten immer noch wehrhaft war. Die Familie von Holling blieb noch bis in das 20. Jahrhundert Eigentümerin von Haus Beeck, denn 1904 gehörte es Freifrau Ernestina Josephina Maria von Wrede, einer geborenen von Holling, die Heinrich Leopold von Wrede geheiratet hatte.
Im Zweiten Weltkrieg wurde Haus Beeck sehr stark beschädigt. Der Wirtschaftshof wurde vollständig zerstört, vom Herrenhaus standen nur noch die Außenmauern. Letzteres wurde nach 1945 in seiner heutigen Form wiederaufgebaut.

## Beschreibung
Haus Beeck ist ein schlichter zweigeschossiger Rechteckbau mit ziegelgedecktem Walmdach. Sein Mauerwerk aus Backstein ist weiß geschlämmt. Die Kurzseiten des Hauses sind durch Fenster in vier Achsen unterteilt, die Längsseiten sind dreiachsig. Die Nordwest-Ecke des Gebäudes – früher befand sich dort die Küche – springt risalitartig vor. Aufgrund des erhaltenen Restes eines Klötzchenfrieses kann dieser Teil in das 15. bis 17. Jahrhundert datiert werden. An der Westseite schließen sich dem Herrenhaus Gebäude neueren Datums an.
Der Wassergraben der Anlage ist größtenteils erhalten. Lediglich auf der Ostseite ist ein Stück von ihm eingeebnet worden.